# NGC 5120
NGC 5120 je otvoreni skup/zvjezdana skupina u zviježđu Djevici. 

## Vanjske poveznice
- (engl.) SEDS: NGC 5120
- (engl.) Revidirani Novi opći katalog
- (engl.) Izvangalaktička baza podataka NASA-e i IPAC-a
- (engl.) Astronomska baza podataka SIMBAD
- (engl.) VizieR